# بیمارستان زنان آقاخان
بیمارستان زنان آقاخان (به انگلیسی: Aga Khan Hospital for Women) بیمارستانی خصوصی در شهر کراچی پاکستان است که در ۱۹۷۹ میلادی ساخته شد و دارای ۴۱ تخت است.